# Henry Jacobsen
 Der er for få eller ingen kildehenvisninger i denne artikel, hvilket er et problem. Du kan hjælpe ved at angive troværdige kilder til de påstande, som fremføres i artiklen.

Henry Jacobsen (født 25. august 1918, død 18. april 1945 i Ryvangen) var en dansk frihedskæmper og jernbanesabotør.
Han lærte som stålgravør og arbejdede hos Schøllhammer i Fredericia, inden han blev stationsekspedient på Taulov Station. Sammen med Eluf Preben Månsson og Carl Gustav Kolding udførte han sabotage mod tyske transporter i Fredericia–Taulov-området.

## Modstandsarbejde
Henry Jacobsen arbejdede sammen med kollegerne Eluf Preben Månsson og Carl Gustav Kolding – først med illegalt bladarbejde i tilknytning til DKP's Budstikken i Sønderjylland, og siden som jernbanesabotører i Fredericia–Taulov-området. Deres sabotage af skinner og materiel forstyrrede tyske transporter, hvilket var strategisk vigtigt, da Fredericia var et centralt knudepunkt for tyske togtransporter

## Arrestation og henrettelse
6. marts 1945 blev Henry Jacobsen og kolleger arresteret af Gestapo. Efter to ugers fængsling i Vestre Fængsel blev de den 18. april 1945 dømt til døden ved krigsret og dagen efter henrettet i Ryvangen.

## Grav og mindesmærker
Efter Danmarks befrielse fandt modstandsbevægelsen 202 grave i Ryvangen – heriblandt Henry Jacobsens – og stedet blev senere omdannet til Ryvangens Mindekirkegård (Mindelunden). Jacobsen ligger begravet blandt de over 100 modstandsfolk, der blev overført og genbegravet her i august 1945.
Hans navn fremgår også på mindevæggen i DSB Mindelund i Fredericia, for 23 jernbanefolk, som mistede livet i modstandsarbejdet. I Taulov blev der også rejst en mindesten til ære for Jacobsen, Månsson og Kolding med Kaj Munks digttekst “Drenge, I drenge som døde…” på bagsiden.

## Snublesten
Den 19. april 2023 – præcis 78 år efter sin henrettelse i Ryvangen – blev Henry Jacobsen hædret med en snublesten foran stationsbygningen i Taulov, hvor han arbejdede og deltog i modstandsarbejdet under Besættelsen. Samtidig blev der nedlagt snublesten for hans to kolleger og medkæmpere, Eluf Preben Månsson og Karl Gustav Kolding.
Snublestenene i Taulov blev nedlagt som en varig påmindelse om de tre mænds indsats og offer i kampen mod den tyske besættelsesmagt.